# Schansspringen op de Olympische Winterspelen 1932

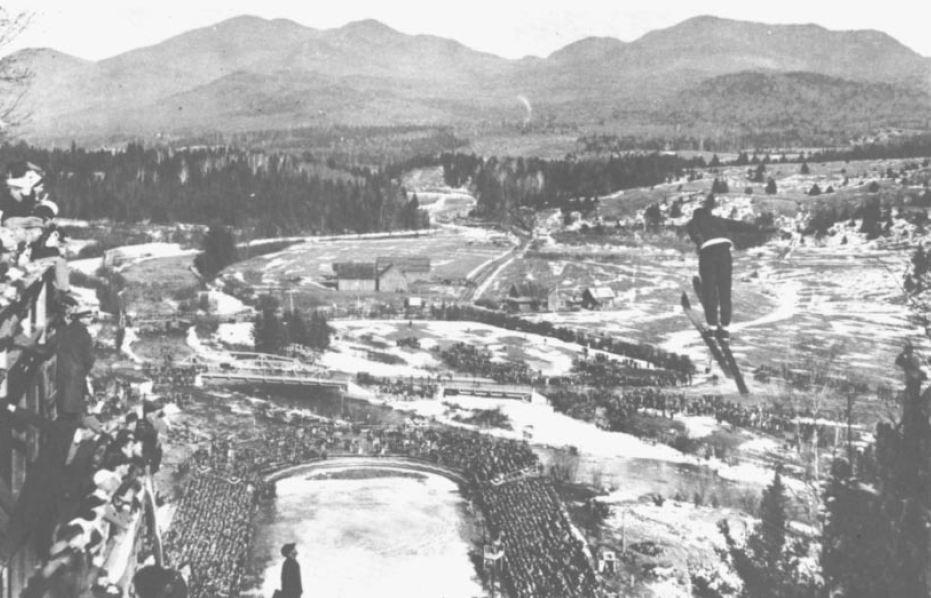
winnaar Birger Ruud in Lake Placid

Schansspringen is een van de sporten die beoefend werden tijdens de Olympische Winterspelen 1932 in Lake Placid, Verenigde Staten. 

## Heren
| rang   | sporter(s)      | land | sprong 1 (m) | sprong 2 (m) | totaal (ptn) |
| ------ | --------------- | ---- | ------------ | ------------ | ------------ |
| Goud   | Birger Ruud     | NOR  | 66.5         | 69.0         | 228.1        |
| Zilver | Hans Beck       | NOR  | 71.5         | 63.5         | 227.0        |
| Brons  | Kåre Wahlberg   | NOR  | 62.5         | 64.0         | 219.5        |
| 4      | Sven Eriksson   | SWE  | 65.5         | 64.0         | 218.9        |
| 5      | Caspar Oimoen   | USA  | 63.0         | 67.5         | 216.7        |
| 6      | Fritz Kauffmann | SUI  | 63.5         | 65.5         | 215.8        |
| 7      | Sigmund Ruud    | NOR  | 63.0         | 62.5         | 215.1        |
| 8      | Goro Adachi     | JPN  | 60.0         | 66.0         | 210.7        |